# Liste der Monuments historiques in Berrien
Die Liste der Monuments historiques in Berrien führt die Monuments historiques in der französischen Gemeinde Berrien auf.

## Liste der Bauwerke
| Bezeichnung                   | Beschreibung | Standort | Kennzeichnung | Schutzstatus | Datum | Bild           |
| ----------------------------- | ------------ | -------- | ------------- | ------------ | ----- | -------------- |
| Kirche St-Pierre und Friedhof |              | (Lage)   | PA00089833    | Classé       | 1915  | weitere Bilder |
| Menhir von Kerampeulven       |              | (Lage)   | PA00135260    | Inscrit      | 1995  | weitere Bilder |
| Tumulus du Réuniou            |              | (Lage)   | PA29000001    | Inscrit      | 1996  |                |

## Liste der Objekte
- Monuments historiques (Objekte) in Berrien in der Base Palissy des französischen Kultusministeriums